# 타이젠 For 웨어러블
타이젠 for 웨어러블(Tizen For Wearable)는 삼성전자의 타이젠을 스마트워치에 맞게 제작된 운영체제이다.

## 최초탑재 기기
- 삼성 기어 2